# حسين شريف
اللواء حسين شريف قائد المجموعة 64 قتال من قوات الصاعقة المصرية[بحاجة لمصدر] وهومدير مكتب اللواء عمر سليمان حيث وقف وراءه في خطاب تنحي حسني مبارك أثناء ثورة 25 يناير فلقبه المصريون بـ«الراجل الي ورا عمر سليمان». قاد حملة عمر سليمان لرئاسة الجمهورية (انظر انتخابات الرئاسة المصرية 2012.